# Лёвен, Улла
Улла Маргарета Лёвен (швед. Ulla Margareta Löfvén; род. 29 мая 1951, Стора-Мальм, Катриненхольм, Сёдерманланд, Швеция) — шведский политик, член Социал-демократической партии, супруга премьер-министра Швеции Стефана Лёвена.

## Биография
Родилась 29 мая 1951 года в Стора-Мальме, коммуна Катриненхольм, лён Сёдерманланд.
В 1992 году, находясь замужем и имея двоих детей, во время работы представителем местного отделения в профсоюзе компании «Hägglunds & Söner», Улла познакомилась со сварщиком Стефаном Лёвеном. Через некоторое время она развелась со своим мужем, и в ноябре 2003 года вышла замуж за Лёвена. Детей у них нет, обязанности по дому они делят поровну, а Лёвен называет Уллу «любовью всей моей жизни». В течение нескольких лет Улла работала в Стокгольмском муниципалитете. До января 2012 года, то есть до того как Лёвен был избран председателем Социал-демократической партии, Улла работала в администрации партийного района «S» в Стокгольме и помощником у секретаря партии Карин Йемтин, отвечая за связи с церковью.